# Нерозв'язані проблеми наук про Землю
Цей список містить посилання на помітні невирішені проблеми наук про Землю.

## Рання Земля та Сонячна система
- Як формувалися Земля та інші планети? Чи планети утворились на їх поточних місцях (in situ)? Або зміни орбіти відносно часті? Що визначало різний склад глибоких шарів планет Сонячної системи?[1]
- Чи було колись зіткнення Землі з іншою планетою Тея, що породило наш супутник?[2] Існують переконливі докази, такі як виміри коротшої тривалості періоду обертання Землі та сидеричного місяця у минулому, що вказують на те, що Місяць був набагато ближчий до Землі на ранніх етапах існування Сонячної системи.[3]
- Який довгостроковий тепловий баланс Землі? Наскільки знизилась її внутрішня температура з моменту її утворення акрецією хондритів? Наскільки поширені радіогенні елементи у внутрішніх шарах Землі? Чи колись «слабке молоде Сонце» зігрівало «Землю-сніжку»?[4][5]
- Що зробило тектоніку плит домінуючим процесом лише на Землі?[6] Як планета охолоджувалась до початку тектоніки плит?[7] Чи була утворена земна кора на ранніх етапах її еволюції чи це результат поступової перегонки мантії, яка триває і сьогодні разом із рециклінгом кори? Чи кора все ще зростає чи її рециклінг компенсує утворення кори на серединно-океанічних хребтах та інших вулканічних районах?

## Топографія та середовище
- Чи можуть широко доступні зараз топографічні дані бути використані для отримання знань про минулі тектонічні та кліматичні умови (у масштабі багатьох мільйонів років)? Чи достатньо ми знаємо про процеси ерозії та транспорту? Чи відображається стохастичність метеорологічних та тектонічних подій у ландшафті? Наскільки життя сприяло формуванню поверхні Землі?
- Чи можна кількісно зрозуміти класичні геоморфологічні поняття, такі як пенепленація або ретрогресивна ерозія? Старі гірські масиви, такі як Аппалачі або Урал, схоже, зберігають рельєф більше 108 років, тоді як підльодовикові річкові долини під Антарктидою зберігаються під рухомим льодом кілометрової товщини з часів Неогену. Що контролює часовий масштаб топографічного розпаду?[8]
- Які закони ерозії та транспорту регулюють еволюцію поверхні Землі?[9] Річки транспортують частинки осаду, які є одночасно і інструментом для ерозії, і щитом, що захищає скельну основу. Наскільки важлива ця подвійна роль осаду для еволюції ландшафтів?[10][11]
- Наскільки стійкий океан до хімічних збурень?
- Що спричинило величезне осадження солі в Середземномор'ї, відоме як Мессінський пік солоності? Чи було Середземномор'я справді осушеним? Які були наслідки для клімату та біології, і чому ми можемо навчитися від таких екстремальних соляних гігантів? Як були відновлені нормальні морські умови?[12][13][14][15]
- Що контролює динаміку зливових доріжок?[16]
- Механізми, що викликають коливання в екваторіальному кліматі, залишаються під інтенсивним вивченням. Південне коливання Ель-Ніно (ЕНСО) екваторіальної температури Тихого океану важко передбачити раніше, ніж за кілька місяців. Квазі-дворічне коливання (QBO) екваторіальних стратосферних вітрів є дещо регулярним на ~ 28 місяців, але причина дуже сильно обговорюється. Це стохастична, хаотична чи детерміновано вимушена поведінка?
- Що таке неботруси?

## Будова кори, мантії та серцевини
- «Проблема простору»: як камери гранітної магми розміщені в корі?[17] Які структури та розташування магматичних систем можуть спричинити супервулкани? Які в'язкість та щільність камер магми та деталі міграції магми?[18]
- Які є неоднорідності та реологічні деталі мантії? Якою є структура розриву на 660 км та як він стосується до правильної моделі полярного дрейфу ?[19]
- Яка точна природа хімічної неоднорідності, пов'язана з розривом Гутенберга?[20]
- Якими є елементи легкого легування у зовнішньому ядрі Землі і як вони розподіляються?[21][22] Які неоднорідності ядра та їх динамічне значення?
- Чи резонанс для Чандлерівського руху земної осі забезпечується внутрішньою структурою мантії або якийсь інший зовнішній механізм? Жодні відомі рухи не є узгодженими драйверами для періоду коливань у 433 дні.